# Plagiobryum demissum
Plagiobryum demissum là một loài Rêu trong họ Bryaceae. Loài này được (Hook.) Lindb. miêu tả khoa học đầu tiên năm 1863.